# Badenia
Badenia är en ort i Mexiko.   Den ligger i kommunen La Independencia och delstaten Chiapas, i den sydöstra delen av landet, 900 km öster om huvudstaden Mexico City. Badenia ligger 1 112 meter över havet och antalet invånare är 406.
Terrängen runt Badenia är lite bergig. Runt Badenia är det ganska tätbefolkat, med 52 invånare per kvadratkilometer. Närmaste större samhälle är San Isidro el Zapotal, 7,6 km sydost om Badenia. I omgivningarna runt Badenia växer i huvudsak städsegrön lövskog.